# Le Sentiment de la chair
Pour plus de détails, voir Fiche technique et Distribution.
Le Sentiment de la chair est un film français réalisé par Roberto Garzelli, sorti en 2010.
Annabelle Hettmann et Thibault Vinçon en sont les principaux interprètes.

## Synopsis
Héléna (Annabelle Hettmann), étudiante en dessin anatomique, fait la connaissance de Benoît (Thibault Vinçon), un jeune radiologue. Partageant une même fascination pour le corps humain, ils vont céder à un amour passionnel. La faculté d'Héléna à mémoriser le corps de Benoît dans ses moindres détails, l'irrésistible curiosité de Benoît pour les secrets « intérieurs » du corps d'Héléna, vont les mener au bord d'un périlleux précipice dont ils ne mesurent pas l'étendue.

## Fiche technique
Source : IMDb, sauf mention contraire
- Titre : Le Sentiment de la chair
- Réalisation : Roberto Garzelli
- Scénario : Roberto Garzelli
- Photographie : Nicolas Guicheteau
- Montage : Laurence Briaud
- Musique : Cyril Morin
- Décors : Arnaud Roth
- Casting : Marion Touitou
- Producteur : Stéphanie Andriot
- Société de production : Stella Films
- Société de distribution : K-Films Amérique (Québec)
- Pays d'origine :  France
- Langue : français
- Genre : drame
- Durée : 91 minutes (1 h 31)
- Date de sortie :	
  -  France : 29 décembre 2010
  -  Québec : 6 mai 2011

## Distribution
- Thibault Vinçon : Benoît
- Annabelle Hettmann : Héléna
- Pascal Nzonzi : Djibril
- Emmanuel Salinger : M. Hector, dit "Hannibal"
- Claudia Tagbo : l'amie de Djibril
- Pierre Moure : Thierry
- Xavier Maly
- Philippe Rebbot :	Le gardien d'immeuble
- Étienne Durot :	L'étudiant
- Stéphanie Andriot : Dr. Talard
- Matthieu Lemeunier : Médecin cœlioscopie
- Rodolphe Couthouis : Médecin radiologie
- Jean-Michel Rafin : Manipulateur radiologie
- Nathalie Jayet :	Secrétaire radiologie
- Mattéo Garzelli :	Matteo
- Calixte Brault :	Gardien clinique

## Festival
Ce film a concouru au Festival international du film de Chicago, du Festival international du film de Rome et obtenu le Zénith de bronze au Festival des films du monde de Montréal en 2010.